# جون كلارك (كاهن معمداني)
جون كلارك (أكتوبر 1609  - 20 أبريل 1676) هو طبيب، وكاهن معمداني، وأحد مؤسسي مستعمرة رود آيلاند ومزارع بروفيدنس، وكاتب دستورها النافذ، ومدافعًا رائدًا عن الحرية الدينية في أمريكا.
ولد كلارك في ويستهورب، سوفولك، إنجلترا. تلقى تعليمًا مكثفًا، إذ حصل على درجة الماجستير في إنجلترا تلاها تدريب طبي في لايدن بهولندا. وصل إلى مستعمرة خليج ماساتشوستس في عام 1637 خلال جدل إسقاط التكاليف وقرر الذهاب إلى جزيرة أكويدنيك مع العديد من المنفيين من الصراع. أصبح أحد مؤسسي بورتسموث ونيوبورت، رود آيلاند، وأسس الكنيسة المعمدانية الثانية في أمريكا في نيوبورت. كان المعمدانيون يعتبرون زنادقة ومنعوا من دخول ماساتشوستس، لكن كلارك أراد أن يتخطى هذا الأمر الذي أدى لقضائه بعض الوقت في سجن بوسطن بعد القيام برحلة مهمة إلى مدينة لين بولاية ماساتشوستس. بعد معاملته السيئة في السجن، ذهب إلى إنجلترا حيث نشر كتابًا عن اضطهاد المعمدانيين في ماساتشوستس وعن معتقداته اللاهوتية. احتاجت مستعمرة رود آيلاند الوليدة إلى وكيل في إنجلترا، لذلك بقي هناك لأكثر من عقد من الزمان للتعامل مع مصالح المستعمرة.
كانت مستعمرات نيو إنجلاند الأخرى معادية لولاية رود آيلاند، وقام كل من خليج ماساتشوستس ومستعمرة كونيتيكت بالتوغل في أراضي رود آيلاند. بعد استعادة النظام الملكي في إنجلترا عام 1660، كان من الضروري أن تحصل رود آيلاند على ميثاق ملكي لحماية سلامتها الإقليمية. كان دور كلارك هو الحصول على مثل هذه الوثيقة، ورأى في ذلك فرصة لتضمين الحريات الدينية التي لم يسبق لها مثيل في أي ميثاق دستوري. كتب عشرة التماسات ورسائل إلى الملك تشارلز الثاني وتفاوض لأشهر مع ولاية كونيتيكت حول الحدود الإقليمية. أخيرًا، صاغ ميثاق رود آيلاند الملكي وقدمه إلى الملك، وتمت الموافقة عليه بخاتم الملك في 8 يوليو 1663. منح هذا الميثاق حرية بشكل عام وحرية دينية غير مسبوقة لسكان رود آيلاند وبقي ساريًا لمدة 180 عامًا، ما جعله أطول ميثاق دستوري في التاريخ.
عاد كلارك إلى رود آيلاند بعد نجاحه في الحصول على الميثاق. أصبح نشيطًا جدًا في الشؤون المدنية هناك، واستمر في رعاية كنيسته في نيوبورت حتى وفاته عام 1676. ترك إرادة واسعة، إذ أنشأ أول مؤسسة تعليمية في أمريكا. كان من أشد المؤيدين لمفهوم حرية الروح التي ضمنت في ميثاق رود آيلاند - ولاحقًا في دستور الولايات المتحدة.

## الحياة المبكرة
ولد جون كلارك في ويستهورب في مقاطعة سوفولك بإنجلترا، وعمد هناك في 8 أكتوبر 1609. كان واحدًا من سبعة أطفال لتوماس كلارك وروز كريش (أو كيريدج)، ستة منهم غادروا إنجلترا واستقروا في نيو إنجلاند. لم يعثر على إثبات مؤكد يتعلق بحياته في إنجلترا بخلاف سجلات الرعية الخاصة بمعموديته وتلك الخاصة بإخوته.
كان كلارك على ما يبدو على درجة عالية من التعليم، انطلاقًا من حقيقة أنه وصل إلى نيو إنجلاند في سن 28 عامًا مؤهلًا كطبيب وكاهن معمداني. تتضح سنوات دراسته العديدة من خلال كتاب ألفه ونشره عام 1652، ومن خلال تأليفه البارع لميثاق رود آيلاند الملكي لعام 1663؛ علاوة على ذلك، تذكر وصيته كتبه العبرية واليونانية، بالإضافة إلى الفهرس والمعجم الذي كتبه بنفسه.
تنبع صعوبة تتبع حياة كلارك في إنجلترا إلى حد كبير من اسمه الشائع جدًا. كتب المؤرخ جورج أندروز موريارتي جونيور في رود آيلاند أن هذا ربما كان هو نفسه جون كلارك الذي التحق بكلية سانت كاثرين بكامبريدج، لكنه ربما حصل أيضًا على درجة البكالوريوس من كلية براسينوس، أكسفورد عام 1628 ودرجة الماجستير هناك عام 1632. يأتي دليل آخر على تعليمه من كتالوج طلاب من جامعة لايدن في هولندا، إحدى كليات الطب الابتدائية في أوروبا في ذلك الوقت. يتضمن دفتر الأستاذ للخريجين، باللغة اللاتينية، يوهانس كلارك، أنجلوس، 17 يوليو 1635 - 273 (ترجم باسم جون كلارك، إنجلترا). من الواضح أن كلارك حصل على درجة الماجستير من الفهرس الذي كتبه، حيث يُمنح المؤلف باسم جون كلارك، ماجستير في الآداب.

## جزيرة رود
وصل كلارك إلى بوسطن في مستعمرة خليج ماساتشوستس في نوفمبر 1637 عندما كانت المستعمرة في خضم أزمة لاهوتية وسياسية كبرى تُعرف باسم جدل إسقاط التكاليف. حدث انقسام كبير داخل كنيسة بوسطن بين مؤيدي ما يسمى لاهوت عهد النعمة، بقيادة جون كوتون، وأنصار ما يسمى عهد الأعمال، بقيادة جون ويلسون وآخرون.
أدى الجدل في النهاية إلى مغادرة العديد من الأشخاص لمستعمرة خليج ماساتشوستس، إما طواعية أو منفيين. ذهب البعض إلى الشمال في نوفمبر 1637 لتأسيس مدينة إكستر، نيو هامبشاير، بينما كانت مجموعة أكبر غير متأكدة إلى أين تذهب. تواصلوا مع روجر وليامز، الذي اقترح عليهم شراء أرض من شعب ناراغانسيت على طول خليج ناراغانسيت، بالقرب من مستوطنته بروفيدانس بلانتيشنز. يبدو أن جون كلارك ذهب مع المجموعتين، بناءً على ما كتبه في كتابه: بسبب الحرارة الخانقة في الصيف قبل 1637، ذهبت إلى الشمال لأكون في طقس أكثر برودة إلى حد ما، لكن الشتاء التالي 1637 - 1638 جاء ببرودة شديدة لدرجة أننا اضطررنا في الربيع إلى التوجه نحو الجنوب.
انضم كلارك إلى مجموعة من الرجال في منزل وليام كودينجتون في بوسطن في 7 مارس 1638، وقاموا بصياغة ميثاق بورتسموث. يتوقع بعض المؤرخين أن كلارك كتب الوثيقة، بناءً على المشاعر الدينية. وقع 23 رجلًا على الوثيقة التي كانت تهدف إلى تشكيل بودي بوليتيك (شؤون سياسية) على أساس المبادئ المسيحية، واختير كودينجتون زعيمًا للمجموعة.
اقترح روجر وليامز مكانين يمكن أن يستقر فيهما المنفيون على خليج ناراغانست: سوامز (التي أصبحت بارينجتون ووارن، رود آيلاند) وجزيرة أكويدنيك (التي كانت تسمى جزيرة رود في ذلك الوقت). كان وليامز غير متأكد من مطالبات الإنجليز بهذه الأراضي، لذلك قاد كلارك وفدًا من ثلاثة رجال إلى مستعمرة بليموث حيث أُبلغ أن سوامز كانت تحت سلطتهم القضائية لكن جزيرة أكويدنيك ليست كذلك. كان هذا مناسبًا لكلارك، الذي كانت رغبته تتلخص في تخلص المنفيين من كل شيء، وأن يكونوا نفسهم فقط. كانت جزيرة أكويدنك في أراضي شعب الناراغانسيك، واقترح وليامز أن يدفع المستعمرون لهم مقابل الأرض بالأدوات والمعاطف والنقود. في 24 مارس 1638، كتب وليامز سند منح جزيرة أكويدنيك للمستوطنين، والذي وقع في ناراغانسيت (على الأرجح) من قبل ساكيم كانونيكوس وميانتونومي، مع وليامز وراندال هولدن كشهود. وورد في العقد أسماء العديد من المستوطنين. ظهر اسم كودينجتون أولًا لأنه كان مسؤولًا عن العطية.
انضم كلارك إلى وليام وآن هاتشينسون وآخرين في بناء مستوطنة بوكاسيت الجديدة في جزيرة أكويدنيك. ومع ذلك، في غضون عام، كان هناك خلاف بين القادة، وانضم كلارك إلى كودينجتون وآخرين في الانتقال إلى الطرف الجنوبي من الجزيرة، وإنشاء مدينة نيوبورت. في 2 يناير 1639، عين كلارك وثلاثة آخرين لمسح الأراضي الجديدة حول نيوبورت، وقد عينوا من أجل تقسيمها بين السكان في 5 يونيو.
في عام 1640، اتحدت مدينتي بورتسموث ونيوبورت وعين كودينجتون حاكمًا لها. أراد روجر وليامز الاعتراف الملكي بهذه المستوطنات والحماية من التعديات من جيرانهم في ماساتشوستس وبليموث وكونيكتيكت. في عام 1643، ذهب إلى إنجلترا للحصول على قرار بضم جميع المدن الأربع (نيوبورت، وبورتسموث، وبروفيدنس، ووارويك) تحت حكومة واحدة. عارض كودينجتون القرار لأن المدينتين الجزريتين قد نمتا وازدهرتا أكثر بكثير من مدينتي بروفيدنس ووارويك في البر الرئيسي. تمكن من إبقاء مدن الجزيرة منفصلة حتى عام 1647 عندما اعتمدت المدن الأربع القرار وأصبحت مستعمرة رود آيلاند ومزارع بروفيدنس.
تلقى كلارك بعض التدريب القانوني، وجادل المؤرخ ألبرت هنري نيومان بأنه المؤلف الرئيسي لأول مدونة كاملة للقوانين سنت من قبل المستعمرة الوليدة في عام 1647. وقد أشاد مؤرخ رود آيلند والملازم الحاكم سامويل ج آرنولد بهذا القانون، واصفًا إياه بنموذج للتشريع لم يتجاوزه شيء.